# エルザ・スキャパレッリ

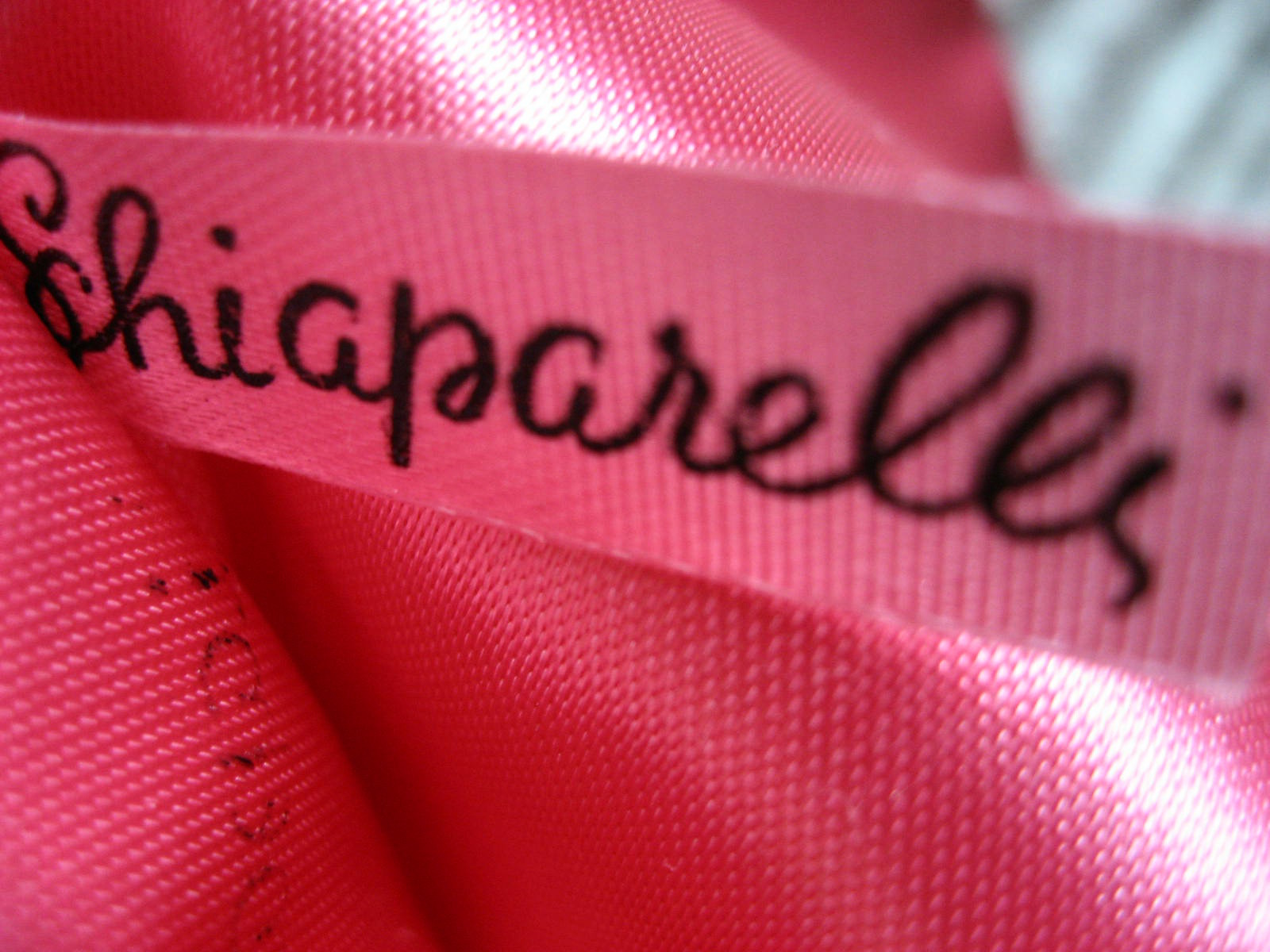
エルザ・スキャパレッリ

エルザ・スキャパレッリ（英: Elsa Schiaparelli, 1890年9月10日 - 1973年11月13日）は、イタリア・ローマ生まれのファッション・デザイナー。スキャパレリの創始者。

## 概要
1930年代、40年代最も精力的に創作活動を行なったクチュリエール。その個性的なデザインはイタリアやフランスだけではなくアメリカでも人気となり、一躍ファッションの中心人物となった。その大胆なデザインにはファンが多く、ブロード・ショルダー、骸骨模様を入れたアヴァンギャルドなセーター、刺激的なショッキング・ピンクなどの時代を卓越したアイディアでその評価を高めていった。

## 生涯
1890年、ローマ・コルシーニ宮 (Palais Corsini) 在住の裕福な家庭に生まれる。父は王立図書館長も務めた東洋語学者、母は貴族階級出身だった。しかし、父は家庭に関心が無く、母は思ったとおりの容貌に育たなかったエルザを厭い、寂しい幼少期を過ごした。ただ、研究熱心だった父のために家には書籍や世界中の珍しい物品があふれており、エルザの創造力はそれらによって鍛えられた。
1914年、ロンドンに遊学したときに、無名の神智学徒ケルロル伯爵の神智学の講義を受ける機会があり、そのあと二人で話し、翌朝婚約した。夫の仕事の関係でニューヨークに移住。一女を儲けるものの、オカルトへの興味は一時的なものであり、アメリカの自由な雰囲気に引かれ、エルザは次第に夫と不和となり離婚に到る。その後、子供の養育費を稼ぐためファッション関係のバイヤーになり、パリに移住。そこで友人のために作った洋服がポール・ポワレの目に留まり、彼の支援を得てファッション・デザイナーに転じた。
1925年に店を開き、1927年に初めてのコレクションを発表。1930年には自身の名を冠したブティックをオープン。エルザは縫製の経験はなかったが、幼いころから鍛えてきたセンスを生かし、幾何学模様の生地を使う、セーターにだまし絵のテクニックを使った模様を付ける、等それまでの服飾業界では考えられなかったアイデアを連発、アメリカからも注文が入るなど次第に頭角を現していく。当時流行していた前衛芸術やシュールレアリズムを服飾に取り入れたエルザの感性には、サルバドール・ダリやジャン・コクトーなど当時の著名な芸術家との交友から生まれたコラボ作品であるドレス・帽子・アクセサリー等も制作され、それらは熱狂的にファッション雑誌や顧客に支持された。
一方、この当時大流行したココ・シャネルに代表される男性風のデザインやモノトーンの色彩は好みでなかったらしく、ウエストを強調するデザインやショッキング・ピンクと言った派手な色合いを提案した。このため、シャネルはエルザをライバル視しており、二人の仲について様々な噂が流れ、1930年代に開催されたあるパーティーでシャネルがエルザのドレスに蝋燭の火を近付けてその一部を燃やした、などという真偽不明のゴシップも流れた。
前例のない派手なシルエットと鮮やかな色彩で彩られた衣装は第一次世界大戦後に急増したアメリカの富裕層に支持され、ハリウッド映画の服飾デザインも多く手がけ、当時の大スターであるグレタ・ガルボ、ジョーン・クロフォード、メイ・ウエストなどがエルザの衣装を着用し華々しく銀幕を飾り、1930年代の二人のファッション抗争は、ヨーロッパでもアメリカでもエルザがシャネルに勝利した。ライバルとの競争に疲れたシャネルは、第二次世界大戦を機にメゾンを閉店し、ファッション業界を引退した。そして安全な中立国のスイスに移住し、香水事業だけで生計を立てることになった。
一方エルザも第二次世界大戦勃発後、戦場となったヨーロッパを去り、顧客の多かったアメリカのニューヨークに一旦移住し、フランスとアメリカの間を頻繁に行き来していた。その為アメリカの情報機関からはスパイではないかと疑われていた。戦争中はシャネルと同様にファッションビジネスから引退し、アメリカ滞在中はニューヨークのフランス救世軍の手伝いや看護助手をして過ごした。戦争の終わった1945年に再びパリに戻りメゾンを再開したが、戦争中はアメリカでは全くファッションビジネスに携わっていなかったためファッションの流行に疎い状態であったこと、クリスチャン・ディオールなど若手デザイナーの台頭、大戦中はヴィシー政権と繋がりがあったこと、ニューヨークでは慈善活動をしていない時は香水の売上金で気ままな生活をしていたこと、アメリカに移住していたことが「敵前逃亡」と見なされたことなどを背景に売り上げは伸びず、1954年のコレクションを最後にメゾンを閉鎖、以後は隠遁生活を送った。
1973年、パリで死去。

## 業績
1920年代から1930年代にかけて、女性のファッションに新風を吹き込み、現代に続く流れを作った功績は大きい。しかし、ライバルのシャネルに比べて知名度は低く、その業績もファッション業界でも長く埋もれていた。が、近年見直しが進み、2013年には彼女の名前を冠したブランドが再スタートした。
彼女のメゾンで修行したピエール・カルダン、ユベール・ジバンシィは世界的に有名なファッションデザイナーとなった。

## 著書
- 『ショッキング・ピンクを生んだ女』(原著1954年刊、邦訳2008年監修・長澤均、訳・赤塚きょう子)ISBN:4860202724 - 自伝